# Axis (греческая рок-группа)
Axis — прогрессив-рок-группа первой половины 1970-х, состоявшая из греческих мигрантов, проживавших на территории Франции во времена диктатуры «Чёрных Полковников».

## Предыстория
До 1962 года в Греции не было профессиональных рок-групп. Такие проекты как «Do-re-mi» Тимиоса Петру или «Belmonts» — любительский коллектив, ставший впоследствии группой Juniors, существовали как правило при школах или университетах и их деятельность прекращалась после того как участники оканчивали школу или ВУЗ. В 1962 году появляются The Forminx, основным музыкантом и лидером которого, хотя и не сразу, становится клавишник Вангелис и группа Juniors, основным музыкантов в которой был Алекос Каракантос. Менеджером в обоих проектах был Никос Масторакис. В коммерческом отношении «Форминкс» были более выгодными, поэтому они часто записывались в студии и играли на больших сценах в основном в Афинах или в крупных городах страны. «Юниоры» играли хард-рок, что для консервативной Греции первой половины 1960-х было необычно, тем более что Алекос Каракантос много работал со звуком, изобретая различные «примочки» и «эффекты» для своей гитары. «Juniors» много гастролировали по стране, выступая не только в столице и крупных городах, но и в провинции. Одним из таких мест был остров Спеце.
На Спеце группа играла в 1964 году. Находясь на острове в клубе Show Boat «Юниоры» впервые услышали «Битлз», которые произвели на музыкантов большое впечатление: «Ого, какая странная музыка! С четвертями в голосах» (Το Love me Do. Στις Σπέτσες. Πω, πω τι παράξενη μουσική! Με τετάρτες στις φωνές.). Хотя Спеце имел относительно небольшую площадь, тем не менее, на нём располагалось два клуба, где можно было исполнять свои композиции. Один из них — Blueberry Hill отличался тем, что в нём был дорогой современный микшерный пульт, а сам клуб имел собственную электростанцию. Места в этом клубе были заняты конкурирующими исполнителями. Там играли Пуликакос, Precious, Triantafylou, MGC, музыканты и коллективы, которые в то время были достаточно известными в Греции. Особенностью греческого клубного движения 1960-х было то, что группы, выступавшие в том или ином клубе, как правило, не могли выступать у конкурентов. В итоге Blueberry Hill саботировал «Юниоров»! Тогда менеджер «Juniors» договорился о выступлении с Show Boat. «Шоу Бот» отличался от конкурентов ярким и необычным оформлением формата «Корабль на берегу». В нём были стилизованные мачты, опоры, два этажа, бамбуковые столы. Выступления прошли с большим успехом, что в будущем пригодилось для дальнейшей карьеры Алекоса Каракантоса.
В 1965 году Juniors были на пике популярности, выступая в престижных клубах и площадках Греции. При этом на их концерты ходили не только простые слушатели, но и профессиональные музыканты, такие как Христос Стассинопулос при этом некоторые указывали на то, что они хотели посмотреть и послушать необычную манеру игры на гитаре Алекоса Каракантоса. В клубе «Глифада» произошёл первый контакт между Алекосом с одной стороны и группой в составе Джордж Хатциафанассиу, Демис Висвикис, Костас Карамитрос и Христос Стассинопулос с другой. Особого развития этот контакт в то время не имел, но группы довольно долго репетировали вместе, а музыканты успели друг с другом познакомиться.
10 октября 1965 года в ДТП погибают ключевые музыканты и менеджмент группы, а Алекос Каракантос получает тяжёлые травмы, некоторое время, находясь в глубокой коме, и только чудом избегает смерти. Вместе с оставшимися в живых музыкантами «Юниоров» его несколько месяцев заменяет Эрик Клэптон. Весной 1966 «Juniors» прекращает своё существование, но восстановившийся к тому времени Каракантос собирает супергруппу «We Five» 2/3 первоначального состава которой составляли музыканты из «Джуниорс». Некоторое время основным вокалистом и басистом «Пятёрки» был Демис Руссос. Несколько месяцев спустя он поддаётся на уговоры Вангелиса и со скандалом уходит из проекта, присоединившись к «Aphrodite`s Child». Руссоса заменяет на бас-гитаре Димитрис Катакузинос.
Основным местом выступления «We Five» был отель «Акрополь». Среди музыкантов, которые выступали на сцене этого отеля, особо выделялся джазовый оркестр маэстро Лукаса, состоявших их греков, прибывших на Родину из Египта. Основным музыкантом в оркестре был сын маэстро Лукаса, который выступал под псевдонимом Демис Висвикис, причём у Демиса были различные побочные проекты джазовой направленности. В 1966 году в одном из таких проектов сессионным музыкантом был Христос Стассинопулос. Чуть позже в составе проекта «Visvikis» в качестве сессионных музыкантов в клубе Stork вместе с Висвикисом играли и Стассинопулос и Катакузинос. В 1967 году Христос сменяет барабанщика Макиса Мавроса из оркестра Лукаса и выступает с ними в клубе Delta Faliro, что было для него хорошим опытом, так как приходилось много импровизировать из-за огромного репертуара оркестра. Чуть позже вместе с Михалисом Травлосом Христос посещает американскую военную базу, где знакомится с творчеством американских рок-групп.
В 1967 году к власти в Греции приходят так называемые «Чёрные полковники». Многие музыканты покидают страну, но некоторые не только остаются, но и продолжают свою деятельность. Одним из таких музыкантов оказывается Джорджос Романос. В конце 1960-х он записывает значимый для греческой рок-музыки альбом Two Little Blue Horses. Одним из организаторов записи стал Никос Масторакис, который собрал коллектив в основном из тех, кто выступал в «Акрополе», продюсером стал Демис Висвикис, а аранжировщиком Алекос Каракантос.
После записи альбома Висвикис и Катакузинос покинули страну и уехали во Францию, где на тот момент была многочисленная община греческих мигрантов. Алекос некоторое время участвовал в малозначимых и недолговечных проектах, пока не уехал на остров Спеце.
В 1969 году Алекос собирает на Спеце трио в составе Райнер (немецкий барабанщик, Йоги (швейцарский басист) и сам Каракантос (гитара). Группа получила название «Вода, Огонь и Любовь» и выступала в уже известном клубе Show Boat. Музыканты жили в фургоне, прицепленному к универсалу.
Однажды Алекос получает письмо-приглашение с предложением перебраться во Францию и продолжить карьеру музыканта там. Из-за транспортных особенностей музыканты группы Каракантоса не успевают попасть на паром, чтобы покинуть остров, при этом окончательное решение об этом принимается несколько позже после получения второго письма. Алекос принимает приглашение и отправляется во Францию вместе с музыкантами своей группы, которую он планировал сохранить, однако по неизвестной причине контакты между ним, Райнером и Йоги быстро утрачиваются.

## Период до ухода Каракантоса
Оказавшись во Франции, Алекос быстро находит своих знакомых Демиса Висвикиса, Димитриса Катакузиноса и Джорджа Хатциафанассиу, с которыми и собирает первый состав Axis. В дальнейшем Алекос покинет группу, и лидерство сначала перейдёт к Катакузиносу, а позднее к Висвикису, каждый из которых в дальнейшем достигнет больших успехов. Возможно, это станет причиной того, что многие сайты станут считать именно их основателями проекта, тем более что в какой-то момент Катакузинос зарегистрировал торговую марку Axis на своё имя, причём, не уведомив об этом других участников.
Как указывает сам Алекос: «Я назвал Axis в честь Axis Bold As Love, альбома Джимми Хендрикса. Мне эта пластинка очень понравилась». Группа достаточно быстро записывает свой первый альбом, который также как и группа получил название Axis. Музыкальный материал представлял собой некоммерческий прогрессив-рок с элементами психоделии, хард-рока и неоклассики. Формально пластинка провалилась, однако, не смотря на плохие продажи, у группы были продолжительные гастроли от Голландии и Бельгии на севере до Испании и Италии на юге. Например, в Альпах «Axis» три сезона играл в клубе при отеле «Меген». Кроме того группа выступала на престижном фестивале в Монтрё.
В начале карьеры группа проживала на территории Порто Леон в Hotel’s Park Monsury. Это было частью кампуса одного из парижских университетов, однако вскоре Алекос смог купить или арендовать домик в 20 км от Парижа, который быстро стал импровизированным «домом мира». Группа перебралась в него, где проживала, репетировала, и активно контактировала с французскими музыкантами, некоторые из которых в дальнейшем будут участвовать в записях в качестве сессионных музыкантов. Особенно активными были музыканты группы «Magma».

Христос: Тогда в Париже жила целая греческая община …В эпоху «Оси» многие греческие музыканты приходили в дом, где мы жили, и смотрели репетиции. Это был замечательный деревянный дом на небольшой ферме у реки, в 20 км от Парижа. Многие из них даже проживали там, от нескольких месяцев до года. Среди них Сократ, Влассис Бонацос, Костас Папайоанну из Poll, Ставрос Логаридис, Такис Андроутсос, Вангелис Зисис из «Ноя» и другие …
Корреспондент: Вы встречали других барабанщиков, других музыкантов во Франции?
Христос: Прежде всего, Кристиан Вандер из Magma, который сильно на меня повлиял. Мы встречались несколько раз. Фактически, однажды он продал мне свои барабаны, маленький Gretsch, с которым я играл несколько лет. Я также знал Пьера Фавра, Даниэля Юмэра и Бернара Любата, которых много раз посещал на концертах. Я также встретил Фрэнсиса Мозе, первого басиста Magma, кажется, он был индийского происхождения. Каждый раз после концертов Axis — мы собирали около двадцати человек — и отмечали эти события. В 1974 году мы вместе сопровождали Екатерину Лару. — Из воспоминаний Христоса Стассинопулоса
Некоторое время «Аксис» выступали на разогреве у более именитых «Aphrodires Child», однако уже через два месяца «Дети Афродиты» отказались от их услуг, так как зрителям «Axis» нравились больше, тем более что стилистически обе группы отличались друг от друга и со временем эти различия только усилились.

Корреспондент: Помогло ли то, что «Дети Афродиты» к тому времени уже уехал во Францию?
Каракантос: Конечно. Под влиянием того, что «Ребёнок Афродиты» уже «ушёл» и добился успеха, они говорят: «Вот и другие греки, которые добьются успеха». Но мы не были в этом стиле даже мысленно, мы были больше в стиле хард-рок. На пластинках даже не исполняется то, что мы делали вживую. 
Корреспондент: «Дети Афродиты», которые уже создали себе имя, защищали вас?
Каракантос: Я дружил с Вангелисом, он тоже предлагал сыграть вместе. Я был в его доме в Париже, и мы часто играли.
Корреспондент: Насколько отличалось от Греции отношение к вам во Франции? Что касается реакции людей, я имею в виду.
Каракантос: Люди буквально сходили с ума. Так как другой такой группы не было, все французы отстали от нас на десять лет. По крайней мере, на гитаре. После того, как Демис Русос взял нас и устроил свой собственный концерт и «открыл» нас, но затем «отключил» нас для людей, они стали нам больше аплодировать. — Из воспоминаний Алекоса Каракантоса
Одной из проблем, с которой столкнулись музыканты, была поиск студии для записи. Как оказалось у басиста, из оркестра маэстро Лукаса был друг, работавший в Barclay Records, благодаря этому и был сделан выбор студии.
В первое время основным культурным и технологическим шоком для музыкантов стало использование 16-канальной записи. Даже современные на тот момент греческие студии в то время писали максимум на два канала.
После записи первого альбома в 1972 группа выпускает сингл Ela Ela, по сути единственный на тот момент коммерческий номер, который к тому же предполагался как единичный эксперимент, однако огромный успех композиции обострил тяжёлые споры внутри коллектива о том, в каком направлении необходимо развивать творчество. С одной стороны был Каракантос, который настаивал на некоммерческом статусе и желании играть достаточно сложную и многоплановую музыку, как вариант сменить прогрессив-рок на фьюжн или джаз-рок, с другой стороны Катаказунос, который увидел в успехе Ela Ela возможность развить коммерческий успех, а также расширить аудиторию группы. В какой-то момент спор вышел на такой уровень, что Алекос выставил ультиматум или из группы уходит он или Димитрис, причём дал на принятие решения полгода. В реальности выбор осложнялся сложным характером самого Каракантоса. Например, он часто спорил и крайне эмоционально вёл себя во время записей в студии.

Звукорежиссер Фрэнсис Мане был очень снобистским парнем, но он не понимал, что я ему говорю, и был зол. Выходило плохо. Тогда он отключил мой звук. Я включил свой девайс, а он поставил звук в другой канал, чтобы убрать этот звук. Я играл своё собственное соло и внезапно почувствовал, что гитара пуста. Я разозлился и не знал, что делать, и «бросил монету» диннннн! И это звучало на пластинке с ног на голову. Это видно на альбоме, потому что звукорежиссёр не знал, как это было сделано. Это первая запись моего собственного трека Thought. — Из воспоминаний Алекоса Каракантоса
Иногда работа в студии приводила и к более острым конфликтам

Я снова сильно поссорился со звукорежиссёром, я помню, он угрожал посадить меня на лодку в Марселе и отправить обратно в Грецию (смеется)!— Из воспоминаний Алекоса Каракантоса
Другой проблемой, которая была связана с Каракантосом — это его отношения с фанатами. Например, во время одно из концертов на сцену забралась девушка из Польши. Она легла на сцену между ног Алекоса и пролежала там весь концерт восхищённо глядя на своего кумира. Это произвело большое впечатление на Алекоса. Он смог найти её после выступления и на несколько дней исчезает из группы, проводя это время с фанаткой, чем нарушил график выступлений. Несколько позже добавились проблемы с наркотиками.
В это же время Катакузинос предлагал изменить стиль и играть что-либо в духе Beach Boys или Mamas And The Papas. Так как группа через полгода после объявленного ультиматума так и не смогла принять решение — Алекос выходит из её состава и присоединяется к Демису Руссосу, который в это время записывает альбом, ставший для него прорывным «Forever And Ever». Не смотря на большой успех альбома Руссоса, Алекос хотя и был основным инструменталистом на записи, а также занимался сведением альбома, но от участия в живых концертах отказывался, объясняя это тем, что ему такая музыка не нравится, а спустя примерно полгода он уходит и от Демиса.
Не смотря на потерю ключевого музыканта, именно в это время группа особенно популярна. Минимум два сингла попадают в хит-парады. Особенно группа популярна в Нидерландах, из-за чего некоторые авторы воспринимают группу как … голландскую. Особенно часто треки с Axis крутили на Radio Noordzee.

## Последние годы
Не смотря на успехи Ela Ela и Someone, а также уход из группы Каракантоса Висвикис принимает решение отказаться от развития коммерческого направления, предложенного Катакузиносом. В результате вслед за Алекосом группу покидает и его оппонент. Невольно став лидером Висвикис не только радикально обновляет на ¾ состав, но и меняет направление развития в сторону фьюжна, джаз-рока и кентерберри. Это можно отчасти воспринимать, по отношению к ранее ушедшему Алекосу Каракантосу, как «иронию судьбы». Это в некотором смысле усиливается ещё и тем, что Катакузинос уходит к Демису Руссосу на освободившееся после Каракантоса место.
Основа второго состава Axis была Демис Висвикис — клавишные, Христос Стассинопулос — барабаны, перкуссия, Алекос Фантис — бас-гитара, кроме них были ещё флейтист и саксофонист плюс некоторое количество в основном французских сессионных музыкантов. При записи третьего альбома, который также как и первый получил название Axis Висвикис, играя на клавишах, прямо или косвенно имитировал стиль и звучание гитары Каракантоса. Получившийся продукт оказался неожиданным для фанатов группы, большинство из которых не приняли такую метаморфозу. Альбом полностью провалился в продаже, хотя его иногда и сравнивали с записями таких групп как King Crimson и Tangerine Dream.

Мы учились и играли по 15 часов в день. Запись проходила в Hérouville Studios, в 40 км от Парижа, где по соседству записывал Uriah Heep («Sweet Freedom» в июне-июле 1973 года). Мы пробыли в студии неделю, чтобы написать только первую часть альбома (июнь 1973). Из этого LP я хотел бы отметить трек «Asymphonia I», который является первой записью, которая у меня получилась в Париже. Доминик Блан — Франкар играл на бас-гитаре, я на барабанах, фортепиано — Висвикис и контрабас Хатциафанассиу и Фантис.— Из воспоминаний Христоса Стасинопулоса
Разочарованный уровнем продаж и негативными откликами Висвикис принимает решение распустить группу. В дальнейшем он отойдёт как от рок-музыки так и от джаза и станет достаточно известным композитором классиком.
Хотя группа не существует продолжительное время, но интерес к ней время от времени возвращается.

## Axis 1971
Альбом был выпущен в 1971 году во Франции, Канаде и в 1972 году в Турции. В 2013 во Франции выпускается ремастерированая и расширенная версия.
Tracklist A1- Living In, A2- Shine Lady Shine, A3- Dedicated, A4- Days Can Be Better, A5- Long Time Ago, B1- Bad Times Gone, B2- Nothing To Say, B3- Thought, B4-Bad Trip
Версия французского издания 2013 года содержит дополнительные треки 10 Osanna, 11 Bad Trip (альтернативная версия), 12 Someone, 13 Gold Wings, 14 Get Out Of Those Lines, 15 Waiting A Long Time (Single Version), 16 Turning Myself ‘Nto Energy, 17 Waiting A Long Time (Album Version), 18 Pa Vu Ga Di, 19 The Planet Vavoura
Состав участников записи:
- Акустическая гитара, бас-гитара, вокал — Димитрис Катакузинос
- Барабаны, перкуссия, вокал — Джордж Хатциафанассиу
- Harpsichord, пианино, электроорган, основной вокал, композитор, автор текстов — Демис Висвикис
- Лидер-гитара, акустическая гитара, вокал — Алекос Каракантос

| Название проекта        | Формат          | Лейбл                  | Номер в каталоге             | Год издания |
| ----------------------- | --------------- | ---------------------- | ---------------------------- | ----------- |
| Axis                    | (LP, Album)     | Riviera — France       | 521.162 T                    | 1971        |
| Axis                    | (LP, Album)     | Riviera — Canada       | 95010                        | 1971        |
| Axis                    | (LP, Album, TP) | Not On Label — France  | 521.162                      | 1971        |
| Axis                    | (LP, Album)     | Riviera — Turkey       | CED 521 162 T, 521.162T, 393 | 1972        |
| The Complete Songs Sung | (CD, Album, RE) | Magic Records — France | 3930967                      | 2013        |

## Ela Ela (Альбом)
Альбом издан в 1972 году в Канаде, Германии, Франции, Португалии, Нидерландах, Испании. В 2013 в Германии выпускается ремастерированая версия. В разных странах альбом имел разное название. Tracklist A1 Osanna Written-By — B. Bergman, I. Fossati, Di Parlo, A2 Living In, A3 Shine Lady Shine, A4 Dedicated, A5 Nothing To Say, B1 Someone, Written-By — Doug Flett, Guy Fletcher, B2 Long Time Ago, B3 Ela Ela,
B4 Thought, B5 Bad Trip (From The Theme Of The Prélude Op.3 In C Sharp Minor) Автор оригинальной музыки — Рахманинов
| Название проекта           | Формат               | Лейбл                 | Номер в каталоге | Год издания |
| -------------------------- | -------------------- | --------------------- | ---------------- | ----------- |
| Ela Ela                    | (LP, Album)          | Riviera — Canada      | 95013            | 1972        |
| Ela Ela                    | (LP, Album)          | Riviera — Portugal    | MOV 6003         | 1972        |
| Ela Ela                    | (LP, Album)          | Riviera — Germany     | RLP 16.036       | 1972        |
| Ela Ela\Osanna             | (LP, Album)          | Riviera — France      | 521.192          | 1972        |
| Someone / Ela Ela / Osanna | (LP, Album)          | Movieplay — Spain     | S-26.154         | 1972        |
| Someone                    | (LP, Album)          | Riviera — Netherlands | 1600.60          | 1972        |
| Someone/Ela Ela            | (CD, Album, Reissue) | O-Music — Germany     | OM71047          | 2013        |

## Аксис (3)
Альбом был издан во Франции, Канаде и Греции. В 2013 во Франции выпускается ремастерированая версия. 1. Waiting A Long Time — 4:26 2. Sewers Down Inside — 6:19 3. Materializing The Unlimited — 5:02 4. Asymphonia I — 5:05 5. Suspended Precipice — 1:49 6. Roads — 5:03 7. Asymphonia II — 2:48 8. Dancing Percussion — 2:37 9. Pa Vu Ga Di — 3:52 10. The Planet Vavoura — 3:56
Состав участников записи:
- Бас-гитара, перкуссия — Александрос Фантис
- Барабаны, перкуссия — Христос Стассинопулос, Джордж Хатциафанасиу
- Синтезаторы, пианино, меллотрон, элетроорган, вокал, перкуссия — Демис Висвикис
- Сессионные музыканты — Dominique Blanc-Francard (tracks: 1 — 8, 10), Dominique Samarcq (tracks: 9), Frank Miannay (tracks: 9), Mike Lanaro (tracks: 9)
- художник — Alain Leray
- фотограф — Alain Marouani
- супервайзер — John Ardley

Место и время записи композиций:
1 — 4 Studio Hérouville, Париж, Франция, июнь 1973 // 5 — 8 и 10 Studio Hérouville, Париж, Франция, апрель 1973 // 9 Église Évangelique Allemande [немецкая евангелическая церковь], Париж, Франция, апрель 1973.
| Название проекта | Формат                           | Лейбл             | Номер в каталоге | Год издания |
| ---------------- | -------------------------------- | ----------------- | ---------------- | ----------- |
| Axis             | (LP, Album)                      | Riviera — France  | XCED 421 088     | 1973        |
| Axis             | (LP, Album)                      | Riviera — Canada  | 95014            | 1973        |
| Axis             | (LP, Album)                      | Riviera — Italy   | RIVLP 80021      | 1974        |
| Axis             | (CDr, Album, Unofficial Release) | Poor House        | 578619-36J       | 2002        |
| Axis             | (CD, Album, Reissue, Remastered) | O-Music — Germany | OM 71046         | 2013        |
| Axis             | (LP, Album, Reissue)             | O-Music — France  | OM 71054-1       | 2013        |
| Axis             | (LP, Album, Reissue)             | O-Music — Germany | OM 71054-1       | 2013        |

## Интересные факты
До 2000-х годов записи Axis в Греции не издавались.
В авангардном французском фильме What_a_Flash! сыграли самих себя.
Песня Gold Wings является кавер-версией известной советской песни «Полюшко Поле». Аранжировка JOHN ARDLEY LYRICS — DIMITRIS KATAKOUZINOS, GEORGES HADZIATHANASSIOU. Обложка к синглу Gold Wings была своеобразным троллингом ушедшего незадолго до выпуска Алекоса Каракантоса. На переднем плане можно увидеть трёх оставшихся музыкантов, но между Висвикисом и Хатциафанасиу виден нарисованный на заборе гитарист, похожий на Алекоса.
На сайте rateyourmusic.com Axis входит в 19(!) списков, при этом кроме таких очевидных как «GREECE & CYPRUS! (In Progress)», «Greek Rock» и им подобных, группа входит в такие списки как «Обязательная к прослушиванию музыка планеты Земля», «Достойная ознакомления музыка планеты Земля», «aftersabbath.com compilations — hard rockin 60s/70s obscurities», «Psychedelic 60s — The Basis», «25 TOP GREEK 70s+ ROCK/PROG /FOLK ARTISTS», а логотипом списка «La France, terre d’accueil politique et artistique» служит обложка первого альбома «Axis».